# 560-е годы до н. э.
560-е (пятьсо́т шестидеся́тые) го́ды до на́шей э́ры по пролептическому юлианскому календарю — промежуток времени с 1 января 569 года до н. э. по 31 декабря 560 года до н. э., включающий с 569 по 561 годы 4-го десятилетия  и 560 год 5-го десятилетия VI века 1-го тысячелетия до н. э. Им предшествовали 570-е годы до н. э., за ними следовали 550-е годы до н. э. Они закончились 2585 лет назад.

## Важнейшие события

### 570 до н. э.
- 570—554 — Фаларис, тиран Акраганта.
- 570 — Роман Харакса, брата Сапфо, с Дорихой Родопис.
- Ок.570 — Начало войны Афин с Мегарами.
- 570 (569) — Ливийцы, теснимые греческим государством Кирены, решают отдаться под покровительство фараона Априя. Поход Априя на Кирену. Разгром греками его египетского войска. Мятеж в египетском войске. Царём провозглашён сановник Амасис. Априй с помощью греческих и карийских воинов держится на севере.
- 570—526 (569—525) — Фараон Амасис (Яхмес II).

### 569 до н. э.
- 569 — Роман Сапфо и корабельщика Фаона.

### 568 до н. э.
567 до н. э.
- 567 — Априй гибнет. Египет объединён под властью Амасиса.

### 566 до н. э.
- По инициативе Писистрата состоялось первое Панафинейское празднество в Афинах, затем это мероприятие проводилось регулярно, что послужило фундаментом зарождению театрального искусства.

### 565 до н. э.
- Победа афинского войска под командованием Писистрата над Мегарами. Захвачена гавань Нисея. Афинские клерухи (поселенцы) выведены на Саламин.

### 562 до н. э.
- 562 — Греки основали город Амисус (Амисос) в Ионии.
- 562—559 — Царь Вавилона Авельмардук (Эвил-Меродах), сын Навуходоносора. Предположительно убит во время дворцового переворота.

### 561 до н. э.
- 561 (560) — Переворот в Афинах. Писистрат занял акрополь и установил тиранию. Лидеры аристократов бежали.
- 561 — Первая тирания Писистрата в Афинах. Солон выступает против него.
- 561—554,554-552,541-527 — Тиран Афин Писистрат (600—527), сын Гиппократа. Дважды изгонялся из Афин и только в третий раз с помощью наёмного войска окончательно утвердился у власти.